# 大町導火
大町 導火（おおまち どうひ、2005年3月23日 - ）は、日本の作曲家、エレクトーン奏者、音楽プロデューサー、レコーディングエンジニア、ミキシングエンジニア、マスタリングエンジニア、フォトグラファー、グラフィックデザイナー、起業家。

## 略歴
宮城県七ヶ浜町出身。3歳より音楽教室に通いエレクトーンを学ぶ。2019年頃より本格的に作曲を行っている。2023年には自ら音楽プロダクション（EyE Records LLC.）を設立後、2025年に音楽プロダクションを営む合同会社EyE Records、情報通信業を営むヒツジモバイル、小説家作家事務所Tops5を含む、オーマチコーポレーショングループを設立、会長に就任。

## ディスコグラフィー
2021年
- 2月20日「花葬」シングル
- 10月1日「horse ride mountain」シングル
- 12月8日「海」シングル

2022年
- 2月5日「恋をした日に」シングル
- 4月2日「大町導火 作品集 2019～2022「廃春」アルバム

2024年
- 4月1日「Unrequited Love 3025」アルバム

- 8月2日 JOC2012 小学校2年 組曲「そよ風の野原」おひるね〜さんぽ〜追いかけっこ〜夕暮れ シングル
- 8月2日 JOC2013 小学校3年「大空のメロディー」シングル
- 10月11日「大正5年没」シングル
- 10月29日「記念呪」アルバム
- 10月29日「空想サウンドトラック Vol.1」アルバム
- 12月19日「睡眠導入剤」シングル

2025年
- 4月1日「Escape destination…」アルバム

## 受賞
- ヤマハエレクトーンフェスティバル地区大会
  - 銀賞：2014、2015、2017
  - 金賞：2016
- ヤマハエレクトーンフェスティバル南東北大会
  - 金賞：2016